# Nieradowice
Nieradowice (deutsch Nitterwitz, 1936 Lindenberg O.S., 1936–1945 Nitterdorf) ist ein Stadtteil von Otmuchów im Powiat Nyski in der Woiwodschaft Opole in Polen.

## Geographie

### Geographische Lage
Das Straßendorf Nieradowice liegt im Südwesten der historischen Region Oberschlesien. Der Ort liegt etwa vier Kilometer nördlich der Stadt Otmuchów.
Nieradowice liegt in der Przedgórze Sudeckie (Sudetenvorgebirge) innerhalb der Wzgórza Niemczańsko-Strzelińskie (Nimptsch-Strehlen-Höhen). Der Ort liegt am Maciejowicki Potok (Matzwitzer Wasser). Westlich des Dorfs verläuft die stillgelegte Bahnstrecke Otmuchów–Przeworno.

### Nachbarorte
Nachbarorte von Nieradowice sind im Westen Maciejowice (Matzwitz), im Norden Starowice (Starrwitz), im Nordosten Malerzowice Małe (Klein Mahlendorf) sowie im Süden die Stadt Otmuchów (Ottmachau).

## Geschichte
Nach dem Ersten Schlesischen Krieg 1742 fiel Nitterwitz mit dem größten Teil Schlesiens an Preußen.
Nach der Neuorganisation der Provinz Schlesien gehörte die Landgemeinde Nitterwitz ab 1816 zum Landkreis Grottkau im Regierungsbezirk Oppeln. 1845 bestanden im Dorf ein Vorwerk, eine Schankwirtschaft sowie 17 weitere Häuser. Im gleichen Jahr lebten in Nitterwitz 131 Menschen, davon neun evangelisch. 1855 lebten 150 Menschen in Nitterwitz. 1865 bestanden im Ort zehn Gärtner-, vier Häuslerstellen und 14 Einlieger. Eingeschult und eingepfarrt waren die Bewohner nach Ottmachau. 1874 wurde der Amtsbezirk Klein Mahlendorf errichtet, zu dem die Landgemeinden Bittendorf, Klein Mahlendorf, Klein Vorwerk, Laskowitz, Nitterwitz, Perschkenstein, Ullersdorf und Weidich und den Gutsbezirken Bittendorf, Klein Mahlendorf, Klein Vorwerk, Nitterwitz und Ullersdorf gehörten. 1885 zählte Nitterwitz 142 Einwohner. 1898 wurde im Ort eine Schule eingerichtet.
1933 lebten in Nitterwitz 315 Menschen. Am 22. Juli 1936 wurde der Ort im Zuge einer Welle von Ortsumbenennungen der NS-Zeit in Lindenberg O.S. umbenannt. Am 10. Dezember wurde der Ortsname in Nitterdorf geändert. 1939 lebten 276 Menschen in Nitterdorf. Bis Kriegsende 1945 gehörte der Ort zum Landkreis Grottkau.
Als Folge des Zweiten Weltkriegs fiel Nitterdorf 1945 wie der größte Teil Schlesiens unter polnische Verwaltung. Nachfolgend wurde es in Nieradowice umbenannt und der Woiwodschaft Schlesien angeschlossen. Die deutsche Bevölkerung wurde weitgehend vertrieben. 1950 wurde es der Woiwodschaft Oppeln eingegliedert. 1999 kam der Ort zum wiedergegründeten Powiat Nyski. Am 1. Januar 2018 wurde Nieradowice in die Stadt Otmuchow eingemeindet.

## Sehenswürdigkeiten
- Das Schloss Nitterwitz wurde Anfang des 19. Jahrhunderts im klassizistischen Stil erbaut. 1959 wurde das Schloss zu einem Wohnhaus umgebaut.[8] Das Schloss wurde 1965 unter Denkmalschutz gestellt.[9]

## Persönlichkeiten
- Josef Zauritz (1897–1933), Polizeibeamter